# Magnus Johan Björnstjerna
Magnus Johan Björnstjerna, före adlandet Wahlbom, född 26 mars 1758 i Kalmar, död 10 oktober 1837 i Stockholm, var en svensk militär.

## Biografi
Magnus Johan Björnstjerna var son till livmedikus Johan Gustaf Wahlbom och Elisabet Christina Björnstjerna. Han blev kadett vid artilleriet 1771, underlöjtnant där 1772, löjtnant 1781, kapten 1788, major 1792 och överstelöjtnant vid finska artilleriregementet 1794. Han var 1795–1800 överste och chef för finska artilleriregementet, adlades och adopterades 1799 på sin mors adliga ätt och var 1800–1804 artillerichef och chef för Svea artilleriregemente. 1804 erhöll Björnstjerna avsked med tillstånd att kvarstå som överste i armén samt blev generaladjutant hos kungen samma år. Han erhöll avsked ur armén med generalmajors karaktär 1813.
Magnus Johan Björnstjerna blev riddare av Svärdsorden 1794.